# Neuviller-la-Roche
Neuviller-la-Roche je občina v departmaju Bas-Rhin francoske regije Alzacija.
Leta 2012 je v občini živelo 380 oseb oz. 41 oseb/km².